# Neophoneus flavotibius
Neophoneus flavotibius là một loài ruồi trong họ Asilidae. Neophoneus flavotibius được Bigot miêu tả năm 1878.